# Günter Olzog
Günter Olzog (* 15. Februar 1919 in Dortmund; † 14. Mai 2007 in München) war ein deutscher Jurist und Verleger.

## Leben
Aufgewachsen in Recklinghausen besuchte er das Realgymnasium in Herne. Nach Reichsarbeits- und Kriegsdienst (letzter Dienstgrad: Oberleutnant d.R.) studierte er nach dem Krieg an der Ludwig-Maximilians-Universität München Rechtswissenschaften und Volkswirtschaft. Dabei begann er 1945 als Hilfsreferent in der Hochschulabteilung des Bayerischen Staatsministeriums für Unterricht und Kultur zu arbeiten. Von 1948 bis 1950 war er Assistent des Völkerrechtlers Erich Kaufmann. Er legte beide juristische Staatsexamina ab und wurde 1950 zum Dr. jur. (magna cum laude) promoviert.
Am 10. Dezember 1949 gründete er seinen Isar Verlag Dr. Günter Olzog (heute Olzog Verlag). Bis 1998 war er dort Gesellschafter und alleiniger Geschäftsführer. Von 1968 bis 1985 war er zusätzlich Geschäftsführer der TR-Verlagsunion.
Olzog engagierte sich für Hochschulpolitik. Er war ab 1950 Syndikus der Hochschule für Politische Wissenschaften München und später Lehrbeauftragter, Senatsmitglied und Prorektor. Von 1955 bis 1957 war er Mitglied des Personalgutachterausschusses für die Streitkräfte des Deutschen Bundestages. Von 1962 bis 1970 war er Mitglied der Abgeordnetenversammlung des Börsenvereins für den Deutschen Buchhandel. 1966 übernahm er den Vorsitz des Bayerischen Landesverbands des Börsenvereins. Von 1974 bis 1993 war er im Beirat der Akademie für Politische Bildung in Tutzing. Von 1976 bis 1985 war er Handelsrichter am Landgericht München I. Außerdem gehörte er dem Verwaltungsrat des Evangelischen Presseverbandes für Bayern an. 1981 wurde er Vorsitzender des Vereins der Freunde des Bayerischen Staatsschauspiels.
Olzog war verheiratet und hatte drei Kinder. Er ist auf dem Münchner Nordfriedhof beigesetzt.

## Auszeichnungen
- 1969: Bayerischer Verdienstorden
- 1985: Goldene Verdienstmedaille des Bayerischen Rundfunks
- 1984: Ehrenmitglied des VerbandesBayerischer Verlage und Buchhandlungen
- 1987: Bundesverdienstkreuz 1. Klasse